# Château du Grand Jardin
Pour l’article homonyme, voir château du Grand Jardin (Valensole).
Le château du Grand Jardin est situé à Joinville, en Haute-Marne.
Depuis 1978, le site est la propriété du conseil départemental de la Haute-Marne, qui a procédé, au cours de grandes campagnes de travaux, à la réhabilitation du site : le pavillon a été restauré, un jardin d’esprit Renaissance a été recréé, le parc Romantique a été remis en valeur. Le Département propose également, chaque année, une programmation culturelle.
Depuis avril 2019, la communauté de communes du Bassin de Joinville-en-Champagne, par son office de tourisme communautaire, a pris en charge l’accueil des visiteurs.
Le pavillon est classé au titre des Monuments historiques en 1925, le jardin l’est en 1991. Ce dernier est également labellisé Jardin remarquable. Le Conservatoire des collections végétales spécialisées a reconnu l’intérêt de sa collection de buis devenue, en juin 2018, « collection nationale » de Buxus.
Aujourd’hui, le site offre 4,5 ha de promenade entre patrimoine architectural et végétal.

## Historique
Entre 1533 et 1546, Claude de Lorraine, Ier duc de Guise, fait bâtir le château du Grand Jardin, grand pavillon de plaisance, fleuron de l'architecture de la Renaissance.
Il vient alors en complément du château-fort situé sur les hauteurs de Joinville, le château d’En-Haut, demeure des seigneurs de Joinville, vendu et détruit à la Révolution.
Situé sur un terrain plat en contrebas, le château du Grand Jardin reçoit également la dénomination de château d’En-Bas, mais la luxuriance de son grand jardin fait rapidement sa réputation et son nom.
Dédié aux fêtes et réceptions des ducs de Guise, au repos et à l’agrément, le château du Grand Jardin accueille des hôtes de prestige : en novembre 1546, « François Ier vint passer les fêtes de la Toussaint à Joinville, où il fut magnifiquement traité par le duc de Guise, seigneur du nommé lieu de Joinville ». On peut supposer que Claude de Lorraine profita de cette occasion pour accueillir le souverain avec les fastes d'usage et en faire l'hôte d'honneur d'une inauguration de son tout nouveau pavillon de plaisance, l’année 1546 apparaissant à deux reprises sur le pavillon.
Joinville vit également le passage de Henri II et son épouse Catherine de Médicis, François II et son épouse Marie Stuart (petite-fille de Claude de Lorraine), Charles IX, Henri de Valois, futur Henri III, le IIIe Prince de Condé, Louis XIII accompagné du cardinal de Richelieu, etc.
À la disparition de la branche aînée des Guise, au décès de Marie de Lorraine, dite Mademoiselle de Guise, le domaine est transmis aux ducs d’Orléans, qui en seront propriétaires jusqu’à la Révolution. Le pavillon manque de disparaître au milieu du XVIIIe siècle, pour laisser place à une maison de jardinier et à un colombier. Ce dessein n’est heureusement pas accompli ; le pavillon est conservé, mais commence une lente transformation intérieure, passant de la configuration d’un pavillon de fêtes à celle d’une habitation bourgeoise. Les jardins évoluent vers d’autres utilisations : cultures vivrières et une pépinière d’« arbres pour planter les routes » y est implantée. Mais, le bouleversement majeur que connaissent ces jardins est d’être amputés de moitié de leur surface, par la construction d’une route royale passant en leur centre. La parcelle ainsi isolée du pavillon devient une promenade publique, le parc du Petit Bois.
En 1791, l’officier de cavalerie Raphaël-Hippolyte-François Parmentier de Thosse (v. 1751-1832) acquiert le domaine : la jouissance de sa nouvelle propriété est de courte durée : noble, il doit s’enfuir en Angleterre, tandis que son épouse et ses deux filles affrontent à Joinville cette période de troubles.
La dernière grande famille propriétaire est celle du maître de forges meusien Pierre-Hyacinthe-Félix Salin (1809-1878), qui acquiert le domaine en 1856. De grands travaux sont entrepris : réalisation de six grandes lucarnes, d’une balustrade en toiture et d’un escalier principal à volées doubles ; de nouveaux aménagements intérieurs sont exécutés. Dans les jardins, les douves sont comblées au profit de la création d’une rivière artificielle et d’une pièce d’eau.
Dès 1907, la famille Salin demande au pépiniériste et paysagiste nancéien Jean-Joseph Picoré de réaménager le jardin avec des essences d’arbres exotiques que l’on aimait alors collectionner. Peu à peu, le pavillon disparaît des regards extérieurs, protégé par un rideau de verdure. Un parc romantique, conçu comme une succession de tableaux offre des points de vue pittoresque sur le pavillon .
Le domaine passe tant bien que mal les deux guerres mondiales ; la seconde étant plus dévastatrice de par les activités des armées d’occupation. En 1945, on signale que « le château occupé par des militaires de toutes nationalités est dans un état lamentable ». Après guerre, les descendants du maître de forges parent au plus pressé, et restent propriétaires jusqu’en 1978, où le Département acquiert le domaine ; cette acquisition étant reconnue d’utilité publique et urgente par un arrêté du Préfet de la Haute-Marne en date du 24 juillet 1978.
À partir de ce moment-là, c’est une seconde renaissance que connaît le domaine.

## Architecture

### Le pavillon de l’extérieur

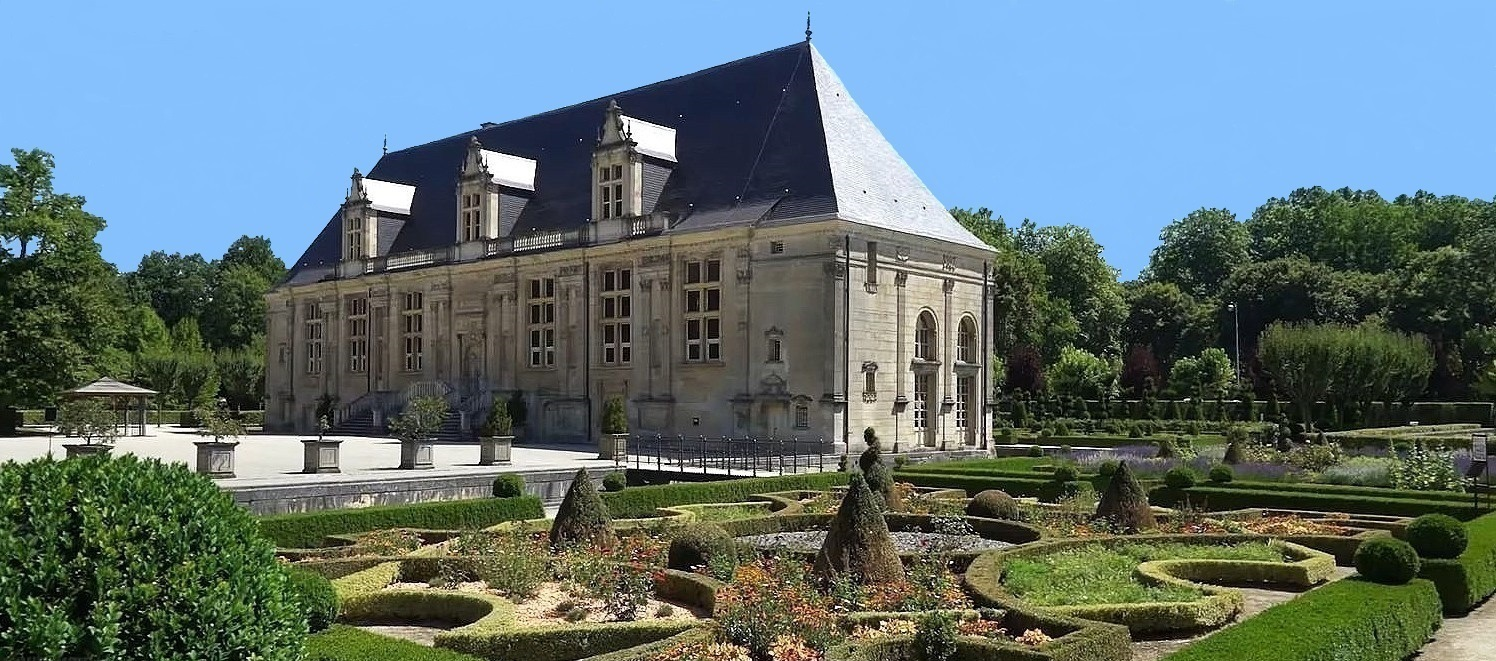
Le Château du Grand Jardin

Le château du Grand Jardin a été bâti selon des critères architecturaux en vogue dans le royaume de France sous le règne de François Ier. Cette architecture se caractérise par un édifice s’articulant autour d’un module unique et des principes géométriques simples :  
- un plan rectangulaire et une élévation tendant à la symétrie, à la régularité et à la cohérence des volumes ;

- une répartition rythmique de la façade en trois parties, mettant l'accent sur l'axe de symétrie, la porte d'entrée, dont la structure rappelle celle de l'arc de triomphe ;

- une travée rythmique composée de deux éléments principaux : les grandes fenêtres à croisée alternent avec le couple niche/pilastres cannelés, le tout réuni par un entablement très orné ;

- l'emploi des ordres et du vocabulaire ornemental inspiré de l’Antiquité gréco-romaine.

À l’origine, l’architecture proposait de nombreuses verticales, dont l’effet a été amoindri par les modifications des XVIIIe et XIXe siècles : chaque grande baie était surmontée, en toiture, d’une lucarne, elle-même surmontée d’un entablement et de tabernacles finement ouvragés. Trois tours, sans doute à trois hauteurs différentes, « tiraient » l’édifice vers le haut. Celles-ci disparurent au cours du XVIIIe siècle. Les lucarnes actuelles, la balustrade de pierre en toiture ainsi que l’escalier principal datent du XIXe siècle.

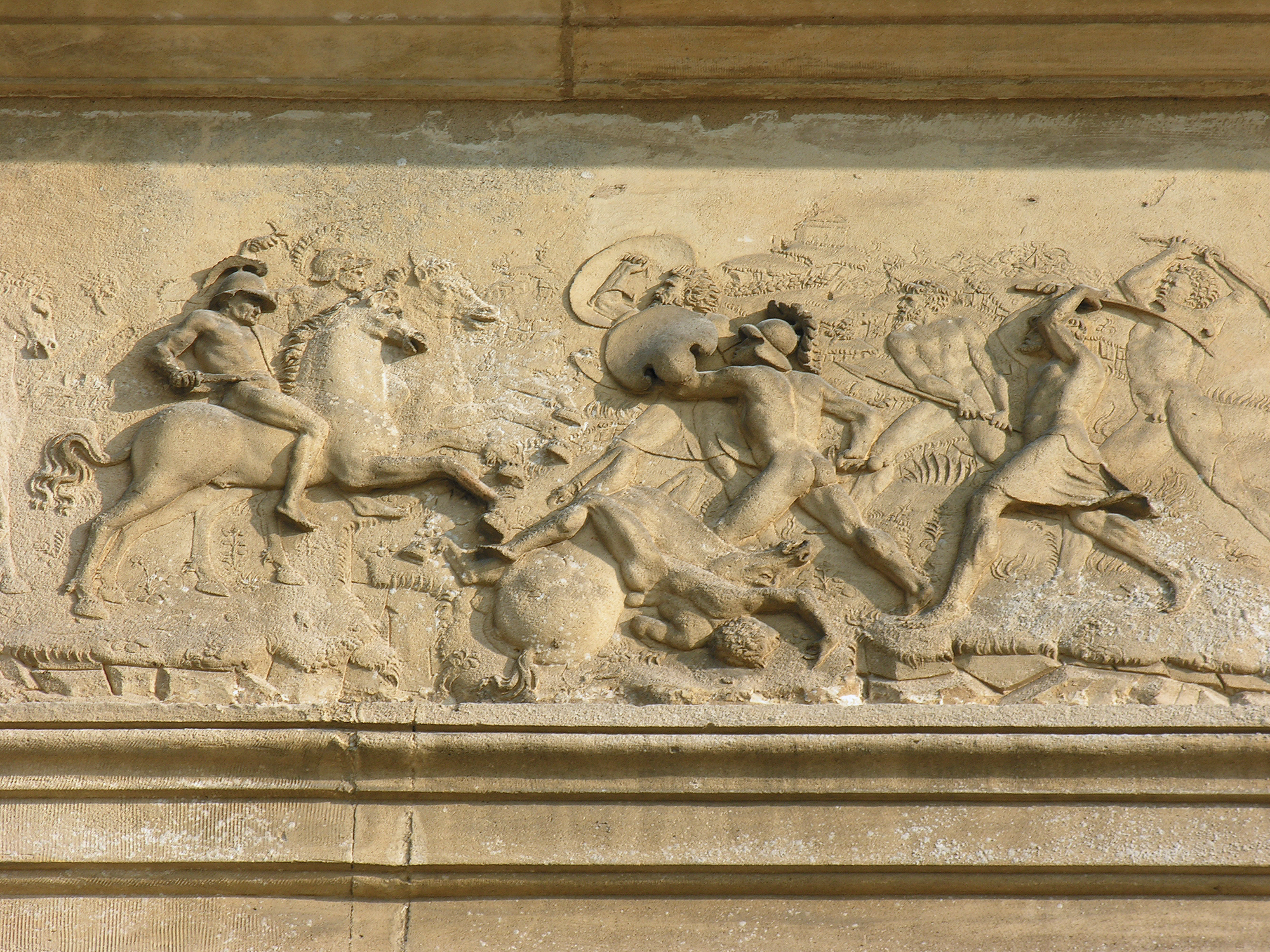
Scène de combat à l'antique - façade principale.

Peut-être encore plus que l’architecture, le décor ornemental des façades est d’une richesse et d’un foisonnement remarquables ! Trois thématiques sont traitées : 
- la guerre, la victoire, la paix et la renommée ;

- le jardin et son abondance : prospérité et fécondité ;

- la généalogie.

Tout concourt à représenter le pouvoir établi sur son territoire et au-delà par le nouveau duc de Guise. Il s’agit d’une architecture de triomphe, destinée à la glorification de Claude de Lorraine.
Si le nom de l'architecte du Grand Jardin est inconnu, il s'est en revanche inspiré des traités d'architecture de l’italien Sebastiano Serlio, et notamment des planches de son Quatrième Livre, paru en 1537 et traduit en français en 1542. Quant aux décors sculptés sur les façades, leur attribution reste hypothétique. Le lorrain Ligier Richier, l’italien Dominique Florentin et Jean Le Roux, dit Picart (actif milieu XVIe s.) sont le plus souvent cités. Les artistes se sont inspirés des gravures de l’École de Fontainebleau (cartouches, putti, termes, scène de combat). De nombreux éléments de décor évoquent également les gravures du Discours du Songe de Poliphile.
Le château du Grand Jardin contribue de manière précoce à la naissance du concept nouveau de « château de plaisance ». Ce type de construction restera exceptionnel ; le château du Grand Jardin l’est d’autant plus, aujourd’hui, qu’il a été préservé.

### L’aménagement intérieur
Le pavillon est constitué d'un rez-de-chaussée surélevé : les deux tiers de ce niveau unique sont occupés par une vaste salle – la salle d’honneur, destinée aux bals et réceptions des ducs de Guise. Celle-ci recevait, à ces occasions, un décor somptueux mais sans doute éphémère.
Le tiers restant correspond à l’appartement ducal, une pièce dans laquelle les ducs de Guise pouvaient se retirer pour travailler ou se reposer.
Au-dessus de ce rez-de-chaussée, court un grand comble sur toute la longueur du pavillon.
Au sous-sol se situaient cuisines, celliers et caves. Un escalier-à-vis dessert, à chaque extrémité du pavillon, les différents niveaux.
Du côté sud, la chapelle Saint-Claude présente une magnifique voûte à caissons, ornée de motifs en fort relief : les chiffres C et A, l’année 1546, des fruits et légumes à pépins ou à graines, symboles de fertilité. Cette chapelle accueille, aujourd’hui, deux cariatides, propriétés de la Ville de Joinville, vestiges du tombeau monumental de Claude de Lorraine et de son épouse Antoinette de Bourbon. Ce tombeau, dessiné par Le Primatice, était situé dans la chapelle Saint-Laurent du château d’En-Haut (détruit à la Révolution). Elles représentent les vertus cardinales de la Tempérance et de la Justice et formaient, dans leur disposition originelle, une sorte de portique avec la Force et la Prudence, malheureusement disparues.

## Les jardins
Aujourd’hui, le Grand Jardin se compose, sur un tiers de sa surface, d’un jardin d’esprit Renaissance, recréé dans les années 1990 dans les abords immédiats du pavillon, et sur les deux autres tiers, d’un parc romantique implanté dans le dernier tiers du XIXe siècle.

### Le jardin d'esprit Renaissance
Très peu de documents, écrits ou iconographiques, nous sont parvenus sur les jardins tels qu’ils se présentaient à l’époque de Claude de Lorraine. Conçus en même temps que le pavillon, ils furent abîmés par les troupes de Charles Quint en 1544, puis remis en état à la venue de François Ier en 1546.
Un texte évoque tout de même ces jardins à la Renaissance : La Bergerie de Rémy Belleau. Le poète de la Pléiade, protégé des Guise, séjourna à Joinville de 1563 à 1566. Inspiré par une promenade dans le jardin, il énumère tant les espèces fruitières qu’il a pu rencontrer que la beauté du parterre et ses ornements. D’autres textes du XVIe siècle, traitant plus généralement de l’architecture et de l’art des jardins, permettent d’imaginer ce à quoi pouvait ressembler les jardins de cette époque. C’est particulièrement le cas de Les plus excellents bâtiments de France (édité en 1576 et 1579) de Jacques Androuet du Cerceau et de L’agriculture et Maison rustique (1564-1583) de Charles Estienne et Jean Liébaut ou encore des gravures du Discours du Songe de Poliphile. Le choix a ainsi été fait de recréer les jardins de la Renaissance, à partir de sources écrites, d’où l’emploi du terme de « restitution littéraire ».

Ce jardin, lieu de contemplation sereine autant que cadre prestigieux de festivités et de divertissements, est conçu à partir d’une vision architecturée de la nature, faisant appel à l’esprit par la mesure, la proportion et la référence à l’Antiquité. 

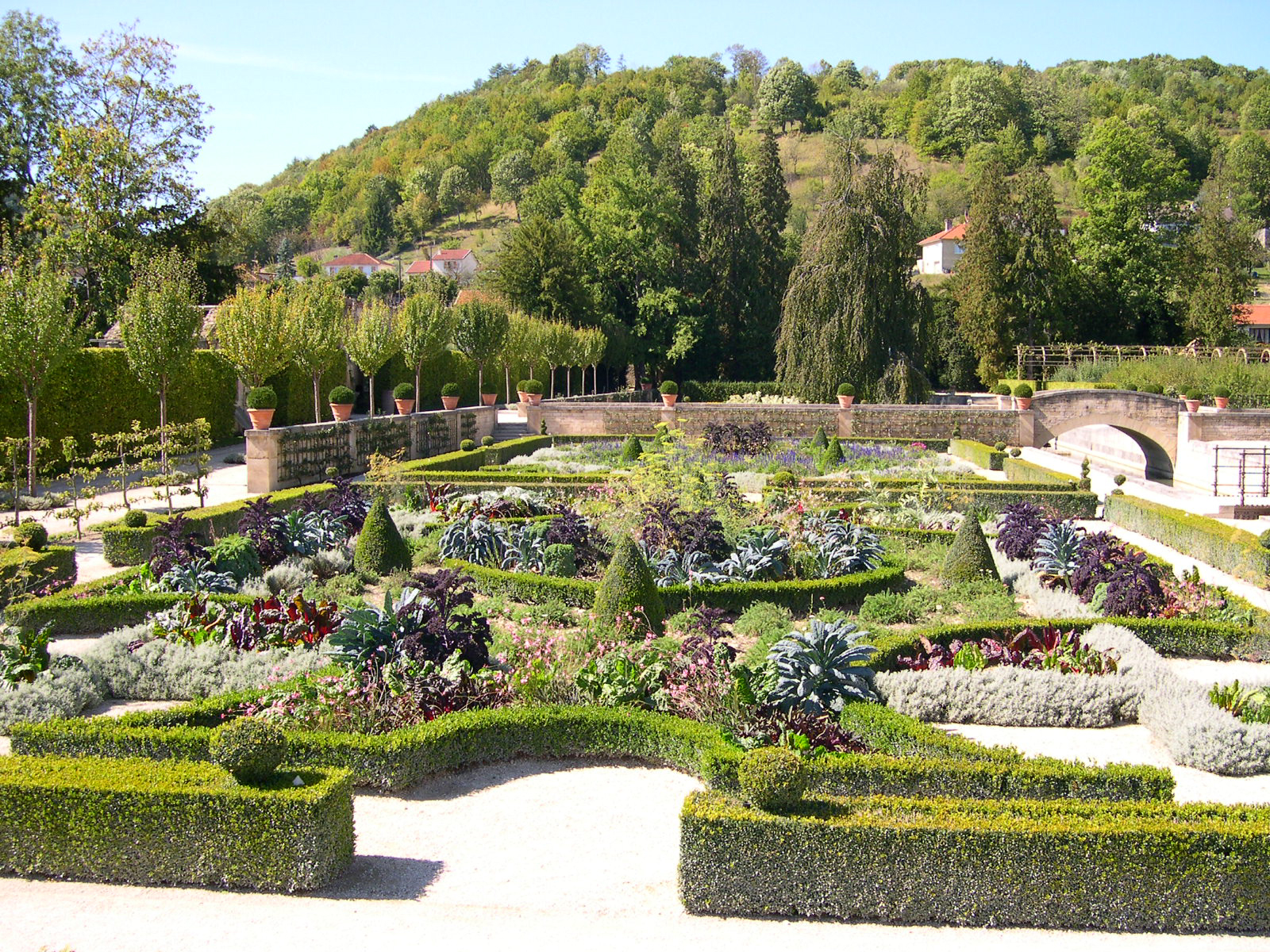
Château du Grand Jardin – le jardin d'esprit Renaissance.

Il se compose de deux parterres, à l’est et au sud du pavillon, partagés en sept compartiments rehaussés d’entrelacs de buis et ponctués de cent quarante topiaires aux formes géométriques. Ce tracé permanent est animé, en vibrations colorées, par des plantes annuelles et des vivaces. Un labyrinthe de buis, un berceau et un cabinet de charpente complètent l’agrément de ce jardin, traversé par un canal.
Le vivrier n’est pas absent du « Grand Jardin » et sera également organisé selon des principes de géométrie. Un grand verger a été replanté de variétés anciennes de poiriers, pommiers, pruniers, cognassiers et cerisiers. Trois cent soixante arbres fruitiers sont ainsi cultivés de plein vent ou palissés. Des carrés de plantes aromatiques, médicinales et de fleurs à couper ajoutent, au plaisir des yeux, celui de leurs parfums.
L’art topiaire étant mis à l’honneur sur le site, un topiarium d’ifs propose, depuis 2006, cinquante-six formes architecturées, de un à huit éléments, inspirées de la spirale, de la pyramide, de la boule, du cône ou du cylindre, accompagnées de satellites ou sommées d’oiseaux.
« Le plus beau et le plus accompli qu'on pourrait souhaiter… soit pour le complant d'arbres fruitiers… soit pour la beauté du parterre… », Rémy Belleau à propos du Grand Jardin.

### Le parc romantique
C’est la tradition qui désigne ce parc implanté à partir des années 1870 sous la dénomination « romantique ». Appartenant au courant des jardins paysagers, le parc est venu isoler le pavillon, devenu demeure bourgeoise, des regards extérieurs.
Aujourd’hui, le promeneur ne peut être que saisi par le contraste entre les deux styles de jardins ! Ici, il n’est plus question de symétrie ni de géométrie. Or, le parc est tout aussi « pensé » et aménagé que le jardin d’esprit Renaissance, mais il l’est pour se rapprocher d’une idée de « nature ».
La promenade est organisée en grandes boucles. Ainsi, les allées sinueuses ne semblent jamais mener au pavillon. Visible de trois-quarts depuis une vue choisie, il n’en reste pas moins inaccessible.
De vastes pelouses ou prairies sont aménagées, émaillées de bosquets de grands arbres. Au XIXe siècle, on aimait collectionner des essences, alors rares ou exotiques, telles que l’arbre aux quarante écus, le tulipier de Virginie, le séquoia géant, le cyprès chauve, le copalme d’Amérique, le chicot du Canada, les hêtres ou frênes pleureurs, le hêtre pourpre, etc.
Un jeu sur les ports des arbres et des plantes, sur les couleurs des feuillages, sur la densité de la végétation permet d’évoquer une diversité naturelle, tout en proposant au fil des saisons de véritables tableaux.
L'eau donne vie aux compositions et apporte fraîcheur, lumière, mouvement et animation sonore. Les berges adoptent des contours sinueux.
Le long des allées du parc, c’est aussi un patrimoine végétal méconnu que l’on pourra découvrir : une "collection nationale" de Buxus, comprenant cinq cents pieds de buis. L’objectif de cette collection est de montrer des buis dans leur grande variété de ports, de formes et de couleurs de feuillage, dans leur croissance. Ainsi, on saura apprécier, entre autres, cent cinquante-trois variétés, cent vingt-quatre cultivars et quinze espèces de buis. La collection est en cours de duplication au château de Barbirey (Côte d’Or).
À noter qu’à quelques kilomètres de cette collection nationale de buis, trois autres collections nationales de pivoines sont à visiter aux Jardins de Mon Moulin à Thonnance-lès-Joinville.

## Photographies et gravures

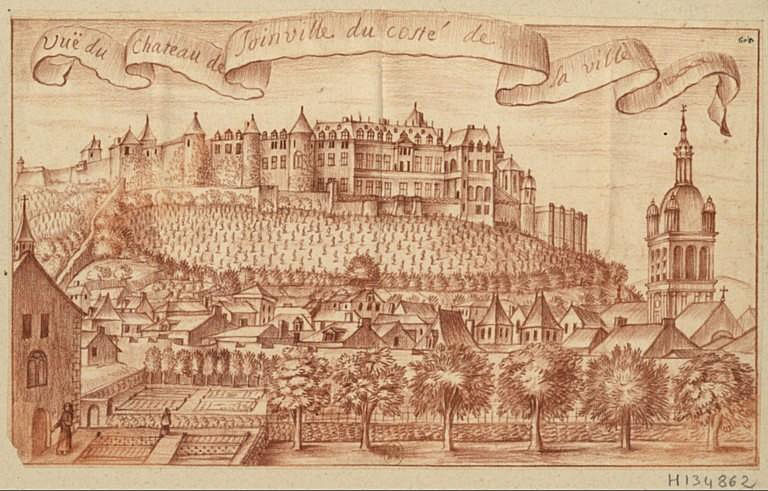
Le château d'En-Haut.
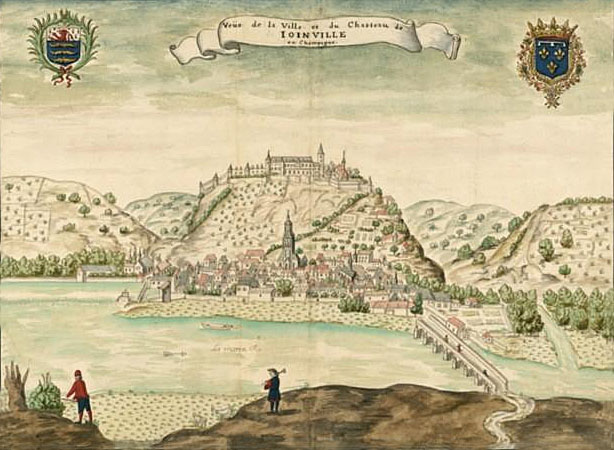
Joinville et le château d'En-Haut.
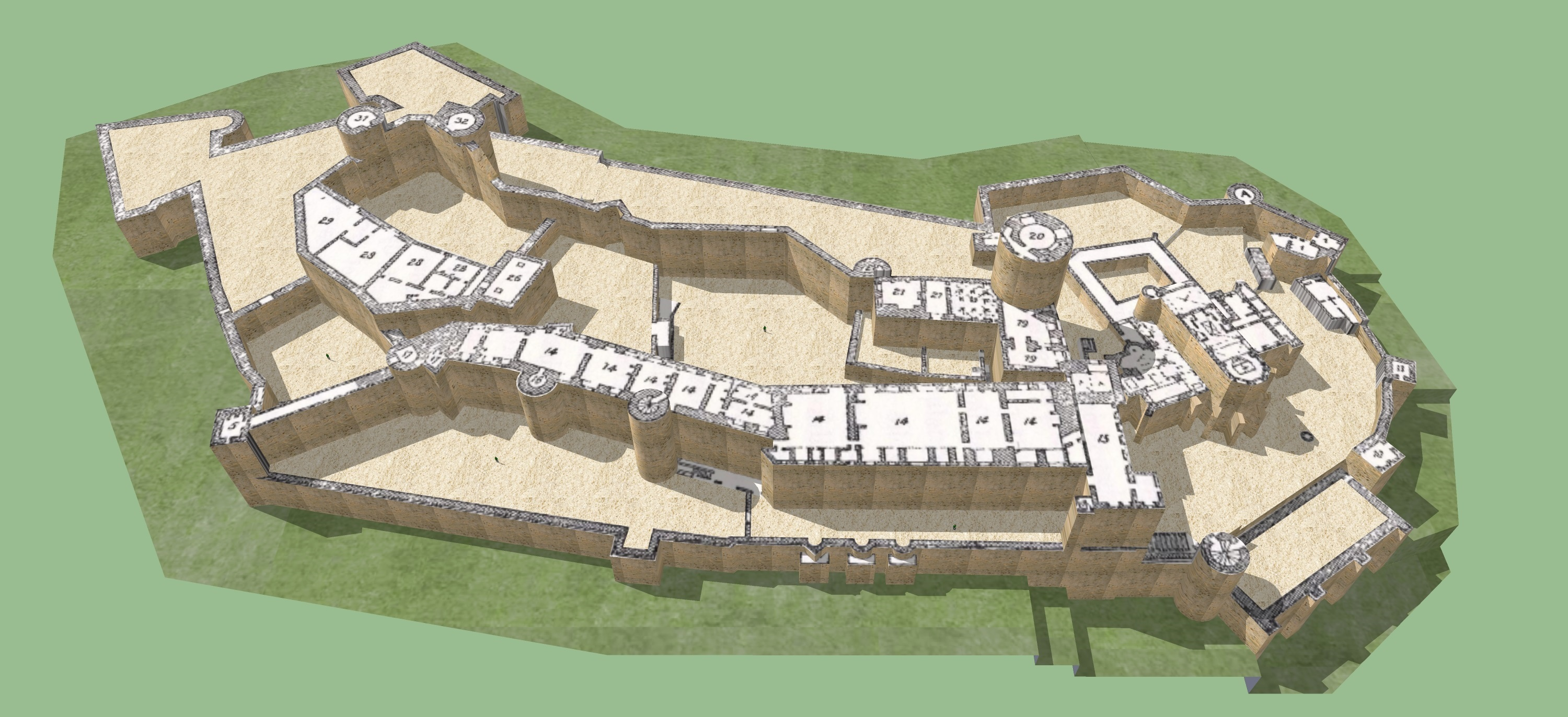
Schéma de restitution du château-fort de Joinville, fief des Guise.
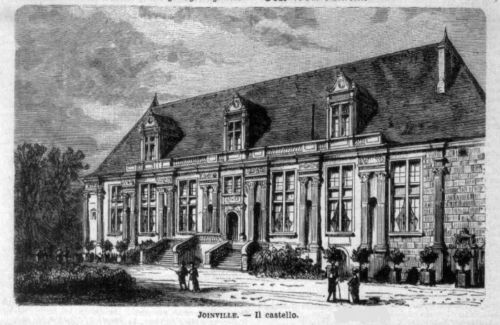
Le château du Grand Jardin au XIXe siècle.
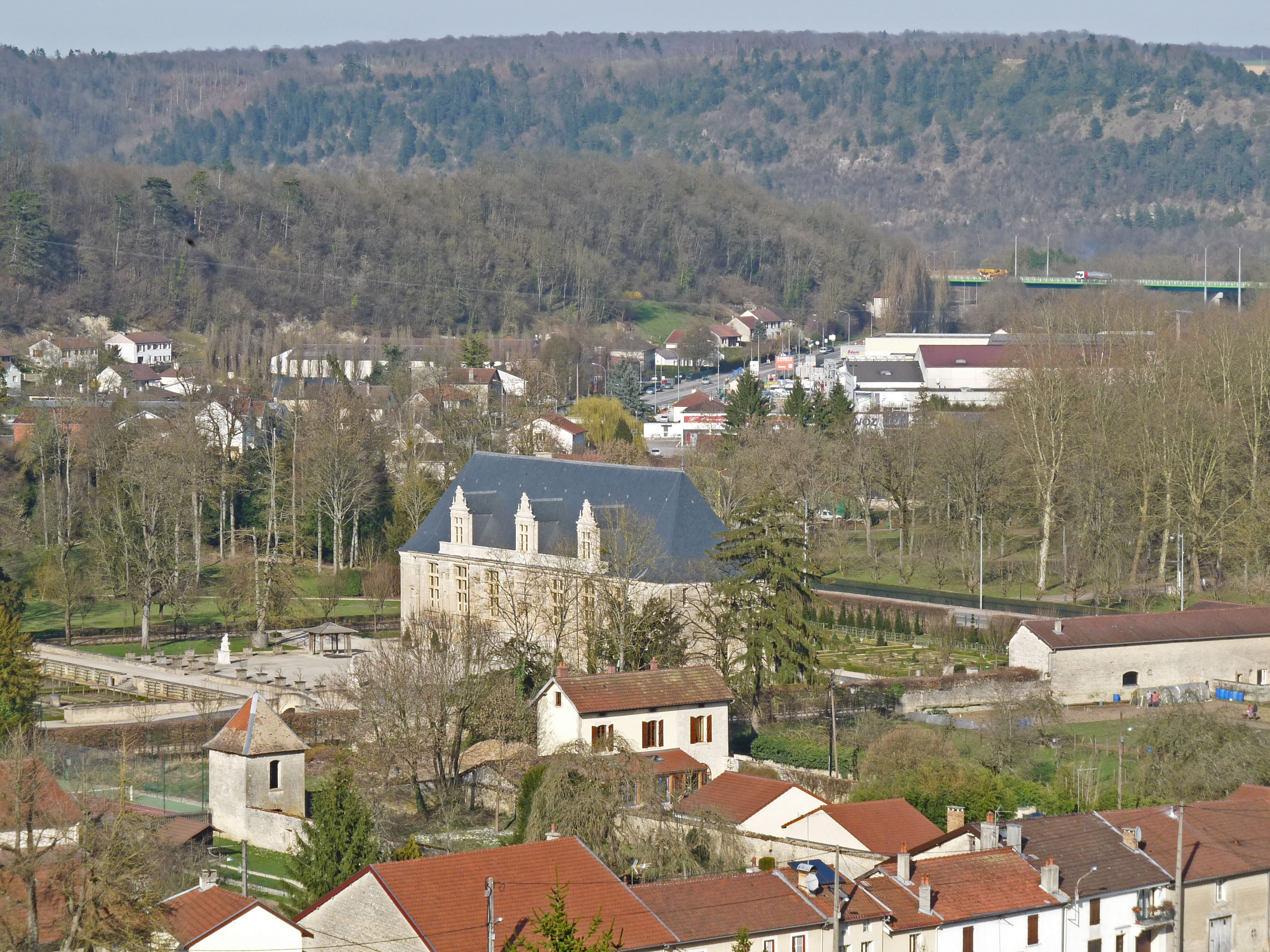
Vue sur le château du Grand Jardin depuis le site du château d'En-Haut.